# Miwa Yonetsu
Miwa Yonetsu (米津 美和 Yonetsu Miwa?,  nacido el 4 de diciembre de 1979 en Osaka) es una exfutbolista japonesa que jugaba como delantero.
En 2009, Yonetsu jugó 2 veces para la selección femenina de fútbol de Japón.

## Trayectoria

### Clubes
| Club               | País  | Año         |
| ------------------ | ----- | ----------- |
| INAC Kobe Leonessa | Japón | 2004 - 2011 |

### Selección nacional
| Selección | País  | Año  |
| --------- | ----- | ---- |
| Absoluta  | Japón | 2009 |

## Estadística de equipo nacional
| Selección femenina de fútbol de Japón | Selección femenina de fútbol de Japón | Selección femenina de fútbol de Japón |
| Año                                   | Partidos                              | Goles                                 |
| ------------------------------------- | ------------------------------------- | ------------------------------------- |
| 2009                                  | 2                                     | 0                                     |
| Total                                 | 2                                     | 0                                     |